# 房川渡中田関所
房川渡中田関所（ぼうせんのわたしなかたせきしょ）は、江戸時代に奥州街道・日光街道の利根川筋（現・大落古利根川）に設置された関所の一つである。奥州街道・日光街道の栗橋宿から中田宿の間、利根川筋古利根川沿いにあった。房川渡中田関所名の由来は、房川渡と中田宿の間にあったためと言われていたという。通称栗橋関所であった。

## 概要
この地は利根川の渡河地点にあたり、日光街道から江戸への出入りを監視する関所が置かれ、江戸の北方を守る要地であった。
慶長年間に、地元の池田鴨之助、並木五郎平の出願により、上河辺新田（現栗橋地区）が開墾された。その後、元和2年（1616年）に日光・奥州街道筋が付け替えられ、その地に利根川渡河の宿駅として栗橋宿が成立した。栗橋宿は利根川対岸の中田宿と合宿の形態をとっていた。
栗橋宿から中田宿につながる奥州街道・日光街道の間には利根川が交差している。しかし、軍事上の目的から架橋されなかったため、代わりに渡船場が置かれ房川渡しと呼ばれていた。また、利根川沿いには、房川渡中田関所が設置された 関所は、当初中田側に設置されていたが、寛永元年（1624年）に栗橋に移設した。正式名称は「房川渡中田御関所」であるが、通称「栗橋関所」とされた。

## 房川渡中田関所の設置

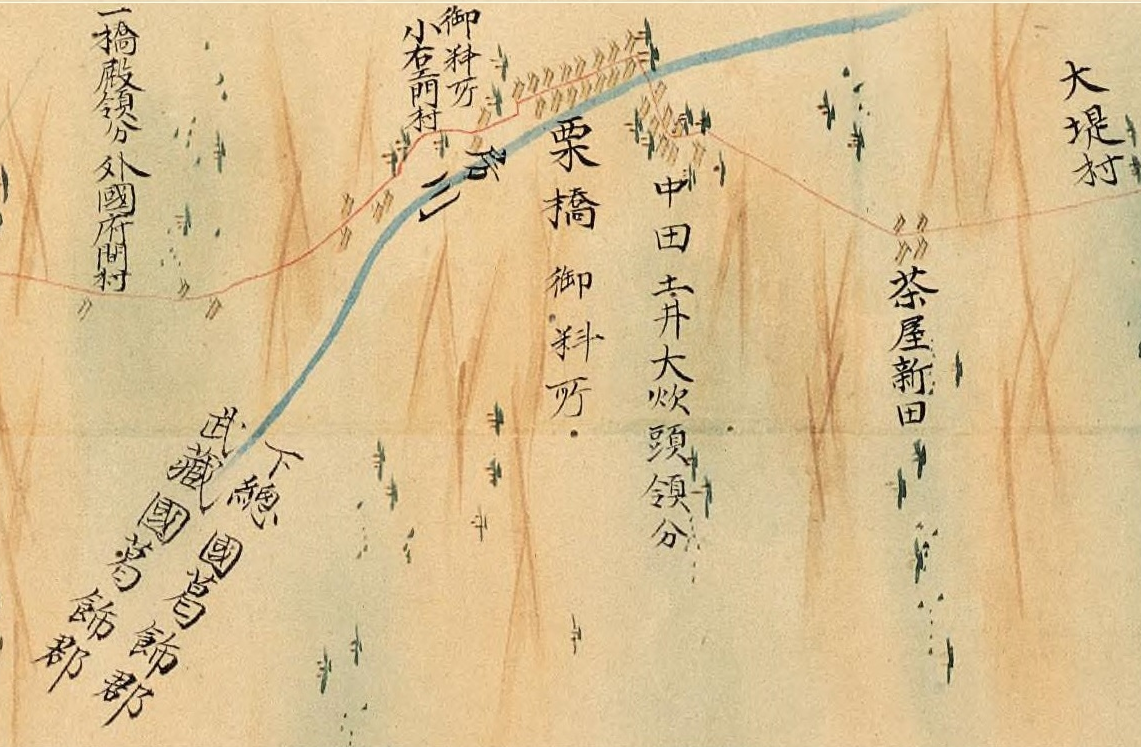
栗橋・中田宿および房川渡中田関所の位置関係（大日本沿海輿地全図拠り。）

江戸幕府は防衛上の理由から、大河川に橋を架けず、奥州・日光街道の利根川筋に渡船場が設置された。これは、古名を引き継ぎ、房川渡と呼ばれた。そして「江戸の治安を図る爲・・・（中略）・・・設けられたのが関所がある」。
栗橋宿の設置と房川渡
栗橋宿の設置は、元和元年（1615年）あるいは元和2年（1616年）とされている。『房川渡船場御用留』（弘化4年3月改）によると、元和年間（1615年-1623年）に設置された。渡船場を房川渡と呼び、堤の上に関所、その下に渡船に従事する屋敷（水主屋敷）があり、また、元和2年（1616年）渡船場を開いて往来に役立ったとの記録がある。
房川渡中田関所の設置
房川渡中田関所の設置時期は明らかではないが、「『寛政重修諸家譜』には、天正18年（1590年）伊奈忠治が房川などの関を守るとあり、また、元和2年（1616年）の関東十六定船場設定の際、房川渡とともに栗橋が指定されている（御触書覚保集成）。中田栗橋関所覚書（宝暦9年から天明8年まで、足立家文書）に「寛永元甲子年御関所相初」とあり、『（新編武蔵）風土記稿』に番所番人の四人は寛永元年（1624年）に置かれた」とあり、寛永元年（1624年）には、房川渡中田関所が創設されていた。関所の初代守護は、関東代官の伊奈氏であった。伊奈忠治が四人の関所番を抱え入れた時期（寛永元年）を関所の設置時期とされている 当初、関所は中田宿側に関所が置かれていたが、対岸の栗橋宿側に移された。栗橋宿の北、渡船場前に設置され、対岸に中田宿があった。正式名称は房川渡中田御関所であったが、「栗橋関所」を通称とした。
関所の構造と関所道具類
『房川渡中田関所文書』の「嘉永元申年十月」によると、関所の面積が縦14間1尺、横15間1尺であり、その中に約16坪の番所があったという。また、関所内には、三道具（突棒、刺股、袖搦）が置かれていた。
房川渡中田関所には、鑓4筋、三道具、捩り棒十本、長熊手2本、捕縄十筋・番手桶等が供えられていたが、鉄炮・武器はなかった。文久元年6月の「御関所日記写」 によると、伊奈半左衛門支配当時には、関所備武器として鉄炮・弓が置かれていたが、支配替えにより引き上げられ、鉄炮・武器は置かれていなかった。その後、文久元年6月には、代官新居顕道が、江戸からの御預り鉄炮が関所に置かれた。
関所の流出と再建
利根川と渡良瀬川の合流地点にあったため、洪水のたび関所が流され、天明元年（1781年）の覚では、元禄3年、元禄8年、宝永元年（1704年）、寛保2年（1742年）とあり、天明13年の覚では、元禄期に3度あったという。
関所の再建は、寛文元年（1661年）、寛文3年（1663年）、元禄3年（1690年）、元禄8年（1695年）、延享元年（1744年）に行われている。関所は、河原の浸食により後退し、その規模も縮小されていったという。
関所の位置付け
「諸国御関所書付」によると、房川渡中田関所は、金町松戸関所、小岩市川関所、小仏関所、新郷川俣関所に並び重要な関所とされている。

## 房川渡し

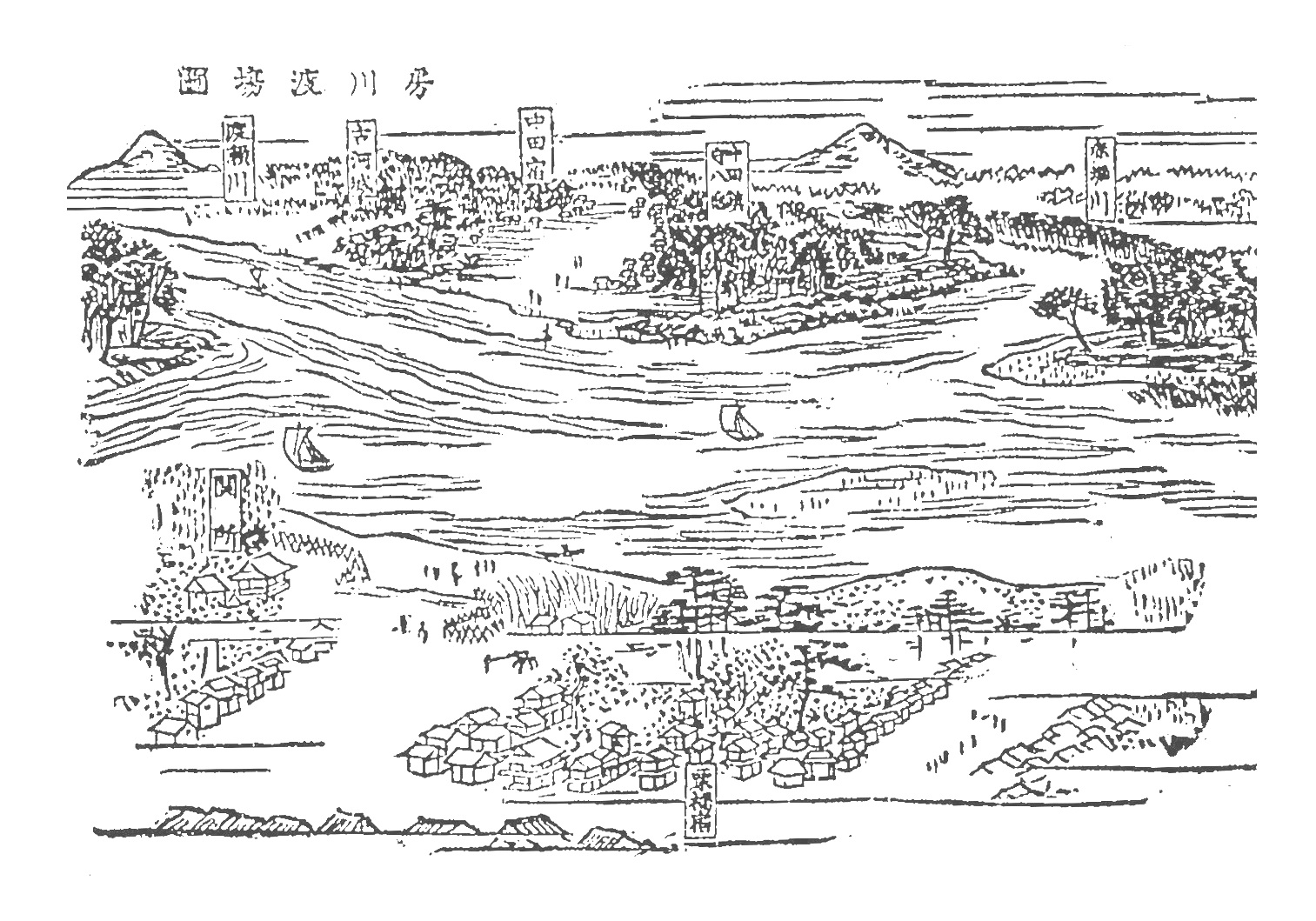
房川渡場図（『新編武蔵風土記稿. 巻之３８ 葛飾郡之１９』に拠る）

房川渡しの由来
中世の奥州街道である鎌倉街道中道（および江戸時代に整備される以前の日光街道）で、幸手から古河・小山への経路は、幸手から北東に向かい、外国府間（幸手市）から房川とよばれた旧渡良瀬川を渡り、栗橋（茨城県五霞村元栗橋）に入り、そこから北上し、小手指（五霞村）・辺見（古河市）を通過するものであった。
この渡しは房川渡し（ぼうせんのわたし）と呼ばれていた。渡河した左岸には旧栗橋村があった。そこから北上して現在の古河市へ入った。「房川渡」の名称の理由は不明であるが、言い伝えでは、栗橋宿内庵室にいた僧（法花房）がおり、小舟で渡河するものが「坊か渡し」と言われたことに由来するという。
渡船
渡船は、享保17年（1733年）に、関所（栗橋）に、渡船2艘、茶船5艘が係留し が、中田宿側に茶船5艘が係留していた。これらは、一般の関所通行人が使用していた。
船頭に対する規定
関所番から、栗橋宿馬船水主11人、船頭1人に対する規定について、中田宿には川高札が建てられ、天保9年8月には、
1. 船頭は二十歳から五十歳までの健康な者に限る
2. 女・乱心・首・囚人・大きな荷物・夜中通行は差図を受けたうえで渡す
3. 定船場以外で渡船をせず、見付け次第注進する
4. 武士からは御定の通り船賃を取らず、町人百姓からは御定の外は船賃を取ってはいけない
5. 渡船仲間には栗橋宿の船渡町出生の身元確かな者以外は仲間にしない
6. 船を出すときには往還の人に呼びかける
7. 渡船仲間の家族の女が中田宿へ耕作に行くときは、関所へ声を掛け、通行のための鑑札を受け取り、帰りは返却すること

が申しつけられており、船頭の条件（年齢・健康状態）、女・荷物等の通過、夜中の通行は指図を受けた上での渡船、定船場以外からの渡船の禁止、船賃の指示、渡船仲間に関する指示、船を出す時の確認、渡船仲間の家族の女の通行のための規定等が表されていた。
日光社参と船橋
房川渡には、日光社参の際、臨時に船橋が架けられており、いくつかの絵図が残されている。『日光社参房川渡船橋之絵図』には、安永5年（1776年）、10代将軍徳川家治が日光社参の際の船橋が描かれている。船橋は、高瀬舟53艘並べ、舟は碇と石詰めの俵を結んで沈め、丸太と舟を結び付け梁と橋桁を並べ、粗朶を敷き、土砂と砂をのせた。また、舟の固定のため、川の両岸に杭をさし杭と艫網を繋いでいた。『日光山御社参之節房川渡シ御船橋絵図』には、天保13年（1842年）将軍の日光社参の際の船橋が描かれていた。

## 房川渡中田関所における改め

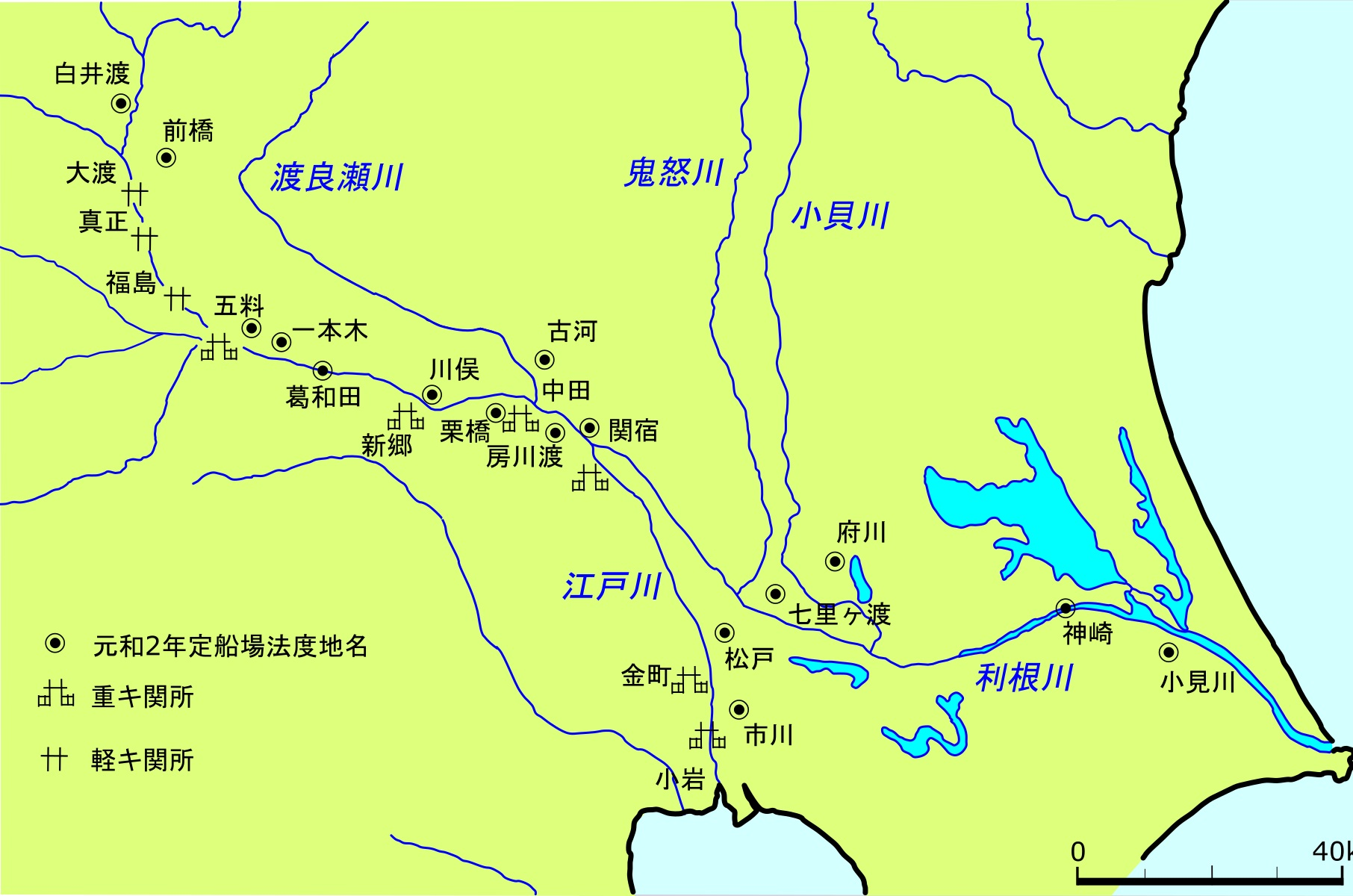
利根川・江戸川筋の関所配置

房川渡中田関所の通過は、寛永8年の『御関所改之儀書上候覚』にて規定され、同時代の他の関所とほぼ同様であった。中山道の福島関所、碓氷関所や東海道の箱根関所、北国街道の関川関所、甲州街道の小仏関所と同様に「入鉄砲に出女」を取り締まっていた。
「入鉄炮出女」は、江戸に持ち込まれる鉄炮（「入鉄炮」）と、江戸を出る女（「出女」）を取り締まった。入鉄炮は江戸の治安の警備、出女は、「江戸屋敷に人質として置かれた大名の妻女が、領国に脱出するのを防止するためであった」という。
定船場の掟書き
元和2年（1616年）家康の死後に、関東河川の定船場（松戸・市川・川俣・房川渡他、16ヶ所）に定め掟書がだされた。江戸を出る女人と手負いの者は取り締まりを厳重にしていた。
入鉄炮出女
本関所の武器類の搬送には、「入り鉄砲」には老中証文を定法とされ、房川渡中田関所最古の鉄砲手形（寛文3年（1663年））が『元禄十年、享保六年迄御関所御諸記』 に記されている。房川渡中田関所における武器類の搬送は、天保8年（1837年）の『文化三寅年同四年卯六月迄、御関所御用書抜』 から鉄砲勘過規定の指示が残されている。房川渡中田関所での鉄砲搬送方法は、老中裏印証文、留守居衆断状、勘定奉行証文、老中の宿継証文、そして持ち主・家来証文による5つの方法があった。
本関所の女子の通過には、元和2年（1616年）幕閣連署による『船渡定』にて『惣別江戸え相越もの不可改事』と規定されたことから、「江戸へ入る女性の場合は女手形を必要とせず、口上で断って通ることができた」 という。

## 栗橋河岸
栗橋河岸の成立は、『徳川禁令考』によると、元禄3年（1690年）との記述がある。
日光・奥州街道（陸羽街道）と利根川が交差しており、栗橋河岸は栗橋宿の東方、利根川右岸、利根川と権現堂川との分流点である分岐部近隣にあり、対岸に中田宿が位置していた。栗橋河岸の呼称は、明和・安永～文化年間にかけて栗橋宿河岸であったが、寛政以降には栗橋河岸となった
天保14年（1843年）の記録によると、栗橋河岸の舟数は公儀渡し舟2艘、茶舟5艘、馬舟2艘があった。利根川筋で「輸送物資の積み降ろしをするため、その際に輸送物資の確認をするために関所や番所が併設された」河岸場には、栗橋の他、関宿があった。

## 関所廃止以降
1869年（明治2年）、明治維新の最中に栗橋関所は幕府と共に姿を消した。なお、房川渡は東京から東北方面へ向かう交通路として明治以降も存続した。1924年（大正13年）の利根川橋の完成によって、房川渡はその役割を終えた。
1924年（大正13年）、旧堤上に「栗橋関所址」の記念碑が旧番士3家・本陣・宿名主の発起で、町内と近在の有志により建碑された。
1961年（昭和36年）9月1日には「栗橋関跡」として、埼玉県の旧跡に指定された。

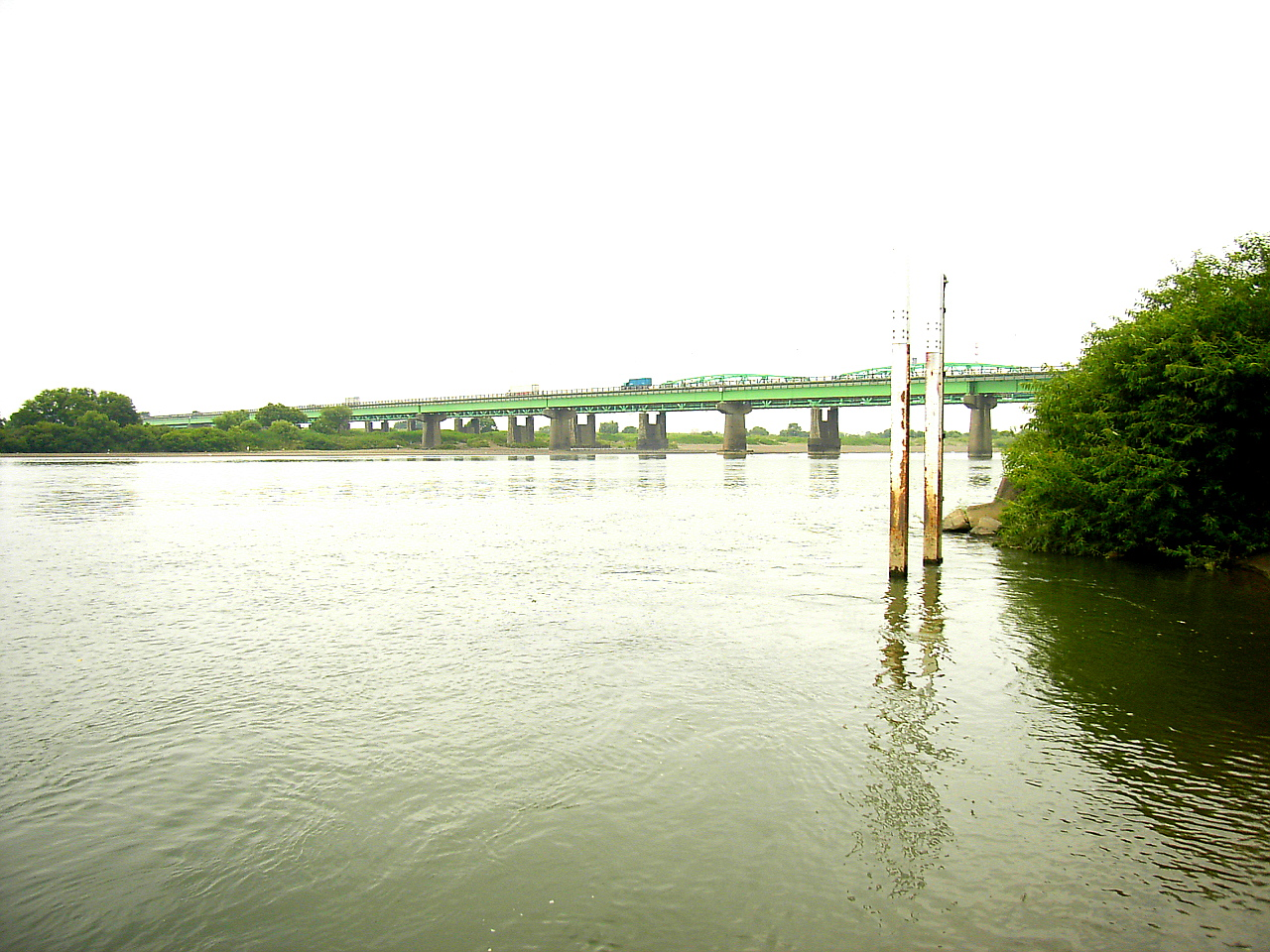
利根川橋。架橋により、房川渡はなくなった。(2005年6月撮影)
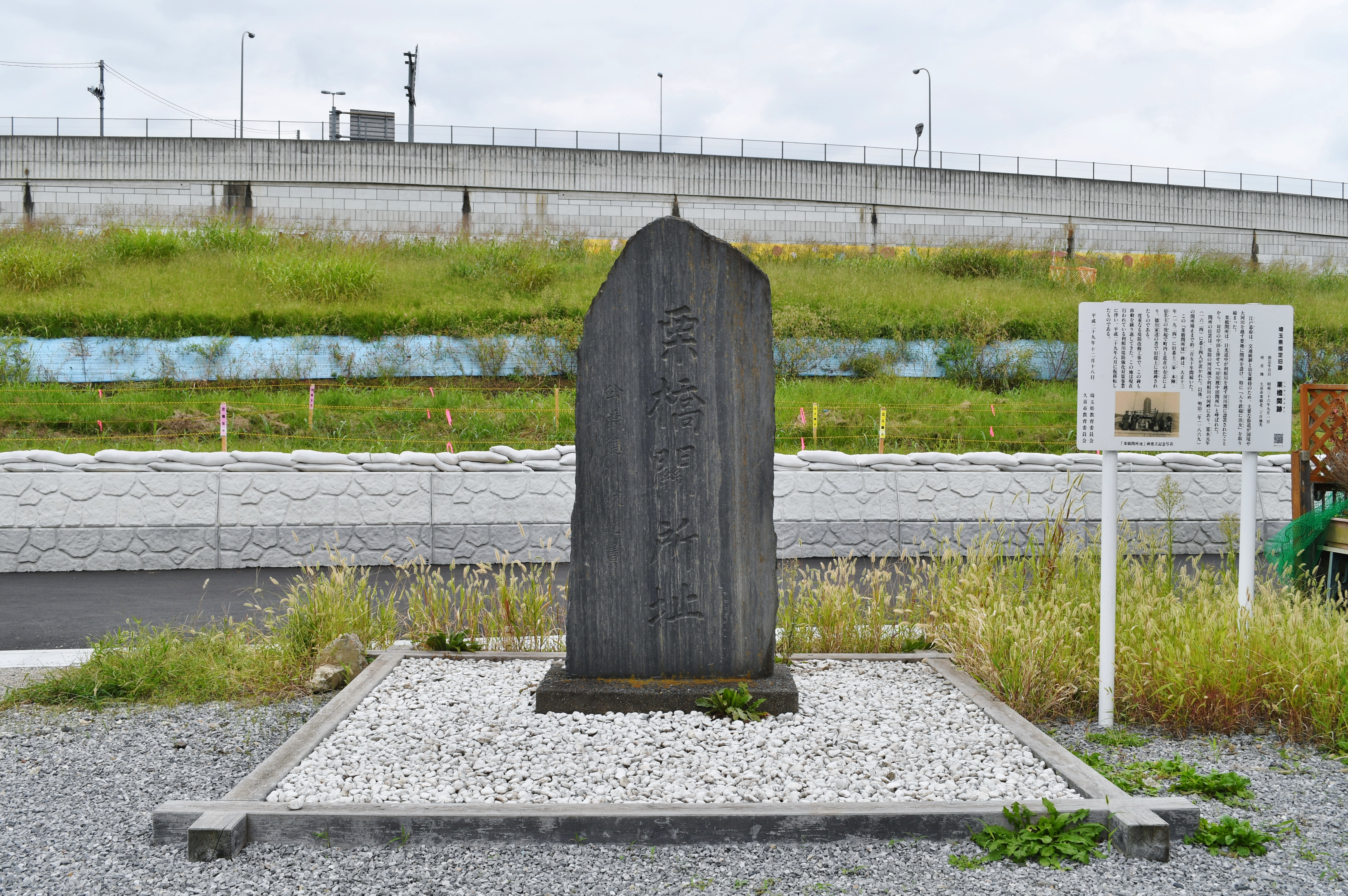
栗橋関所址碑

## 交通
日光街道、奥州街道
幸手宿 - 栗橋宿 - 房川渡中田関所（栗橋関所） - 中田宿

## 参考資料

### 古文書（一次資料）
- 『日光道中宿村大概帳』天保14年（1843年） エラー: 日付が正しく記入されていません。（説明）。
- 「元禄十年、享保六年迄御関所御諸記」『足立正路家文書』寛文3年（1663年） エラー: 日付が正しく記入されていません。（説明）。
- 「文化三寅年同四年卯六月迄、御関所御用書抜」『足立正路家文書』天保8年（1837年） エラー: 日付が正しく記入されていません。（説明）。
- 「嘉永元申年十月」、『房川渡中田関所文書』巻2

### 和書
- 赤松宗旦 著[他]　『利根川図志』、岩波書店、昭13、89頁、書誌ID　000000706014、公開範囲　インターネット公開（保護期間満了）
- 石岡康子「房川渡中田関所改方制度の変遷」『文書館紀要』(15)、埼玉県立文書館、2002年、 118-88頁。
- 大島延次郎a「房川渡中田關所の研究 (其一)」『地学雑誌』第50巻第8号、東京地学協会、1938年、381-386頁。
- 大島延次郎ｂ「房川渡中田關所の研究 (其二)」『地学雑誌』第50巻第10号、東京地学協会、1938年、461-467頁。
- 大島延次郎「木曾福島の関所」『改訂版　関所』、株式会社新人物往来社、1995年、150-165頁。
- 加藤光子「利根川改修計画による栗橋河岸の変化」『文教大学教育学部紀要』第30巻、文教大学教育学部、1980年、26-33頁。
- 金井達雄a「鉄砲証文-老中裏印証文及び留守居断状の存在と役割: 房川渡中田 (栗橋) 関所を事例として」『駒澤史学』第56巻、駒澤大学、2000年、58-87頁。
- 金井達夫ｂ「房川渡中田関所(栗橋関所)における関所破りと磔刑」『交通史研究』第46号、交通史学会、2000年、99-106頁。
- 小林高英、苦瀬博仁、橋本一明「江戸期の河川舟運における川舟の運航方法と河岸の立地に関する研究」『日本物流学会誌』第11号、日本物流学会、1999年、121-128頁。
- 白井哲哉「「日本六十余州国々切絵図」の地域史的考察-下総国絵図を事例に」『駿台史学』第104号、駿台史学会、1998年、117－130頁。
- 大日本地誌大系刊行会 編[他]「木曽路名所図会」、『大日本地誌大系. 第12冊』、大日本地誌大系刊行会、1914-1917年、276-277頁、書誌ID000001101855、インターネット公開（保護期間満了）。
- 本間清利「第5章　交通と流通」、『新編　埼玉県史　通史編３　近世Ⅰ』、埼玉県、1988年、591-704頁。
- 有限会社平凡社地方資料センター「栗橋関所跡」、『日本歴史地名体系11巻　埼玉県の地名』、株式会社平凡社、1993、1062-1065頁。
- 「栗橋宿」『新編武蔵風土記稿』 巻ノ38葛飾郡ノ19、内務省地理局、1884年6月。NDLJP:763980/82。

### ウェブサイト
船橋の図の資料紹介
- “日光社参房川渡船橋之絵図”. 加須市.   加須市役所 (2013年4月16日). 2017年1月27日閲覧。
- “大利根地域指定文化財一覧”. 加須市.   加須市役所 (2016年6月9日). 2017年1月27日閲覧。
- “日光山御社参之節房川渡シ御船橋絵図”. 埼玉県立図書館.   埼玉県 (2016年4月21日). 2017年1月27日閲覧。